# Maritime Lady
Die Maritime Lady war ein Küstenmotorschiff, das am 5. Dezember 2005 auf der Elbe bei Brunsbüttel mit einem Containerschiff kollidierte und kenterte.

## Geschichte
Das Schiff wurde 1984 auf der Ruhrorter Schiffswerft in Duisburg gebaut. Es kam als Gama in Fahrt. 1995 bis 1996 fuhr das Schiff als Lys Captain in Charter der Lys-Line. Ende 1998 wurde das Schiff verkauft und in Gatje umbenannt. Von April 2000 bis Dezember 2005 fuhr es als Sea Ems. Am 2. Dezember 2005 wurde das Schiff nach Norwegen verkauft und als Maritime Lady von Maritime Management in Leikanger betrieben.

### Kollision im Dezember 2005
Die Maritime Lady befand sich am 5. Dezember 2005 auf der Fahrt elbeabwärts Richtung Nordsee. Das Schiff hatte in Hamburg 1.805 t Kaliumcarbonat geladen, das nach New Holland am Humber im Vereinigten Königreich verschifft werden sollte. An Bord befanden sich sieben Besatzungsmitglieder, vier Polen und drei Russen.
Bei der Passage der Schleusen des Nord-Ostsee-Kanals kollidierte das Containerfeederschiff Arctic Ocean, das aus dem Kanal kommend in die Elbe Richtung Hamburg einlief, mit der Maritime Lady. Die Maritime Lady kenterte nach der Kollision innerhalb von etwa zehn Minuten auf die Steuerbordseite. Die Besatzung wurde von den beiden zu Hilfe gekommenen Lotsenversetzbooten Kapitän Kircheiss und Osterriff aufgenommen. Ein Seemann verletzte sich beim Verlassen des Schiffes. Neben den Lotsenversetzbooten kam der Maritime Lady auch das in Brunsbüttel stationierte Seenotrettungsboot Gillis Gullbransson zu Hilfe, außerdem wurde der in Cuxhaven stationierte Seenotkreuzer Hermann Helms alarmiert.
Die Maritime Lady trieb nach der Kollision mit dem Ebbstrom und kam am Rand des Fahrwassers in flacher werdendem Wasser fest. Rund eineinhalb Stunden nach der Kollision der Arctic Ocean mit der Maritime Lady kollidierte der aus dem Nord-Ostsee-Kanal kommende Chemikalientanker Sunny Blossom mit dem auf der Seite liegenden Wrack der Maritime Lady. Das Wrack der Maritime Lady begann daraufhin wieder zu driften, kenterte durch und blieb schließlich kieloben liegen. Die Sunny Blossom trieb auf die Südseite des Elbefahrwassers und kam hier fest. Das Schiff konnte später mit auflaufendem Wasser mit Schlepperhilfe wieder ins Fahrwasser gezogen werden.
Das Wrack der Maritime Lady wurde am 12. Dezember, eine Woche nach der Kollision, mithilfe eines Hebekatamaran geborgen und in den Amerikahafen in Cuxhaven geschleppt. Dort wurde es abgedichtet und anschließend mithilfe eines Schwimmkrans gedreht.
Durch Kollision, Kentern und Bergung war die Maritime Lady stark beschädigt worden. Durch den Aufprall des Bugs der Arctic Ocean war im vorderen Bereich des Laderaums ein Loch in die Steuerbordseite der Maritime Lady gerissen worden. Das Loch, das durch Bordwand und Seitentanks hindurch bis in den Laderaum reichte, hatte einen Durchmesser von etwa fünf Metern und reichte bis in den Doppelboden hinein. Die Lukendeckel waren bis auf zwei Segmente abgerissen, das Ruderhaus gestaucht, Schornstein und Masten abgeknickt bzw. verloren gegangen.
Das Schiff wurde zum Totalverlust erklärt und später abgewrackt.

## Technische Daten und Ausstattung
Der Antrieb des Schiffes erfolgte durch einen MaK-Dieselmotor des Typs 6M322AK mit 749 kW Leistung. Der Motor wirkte über ein Untersetzungsgetriebe auf einen Festpropeller. Das Schiff erreichte eine Geschwindigkeit von 10,5 Knoten. Für die Stromversorgung standen zwei Dieselgeneratoren mit jeweils 96 kW Leistung (Scheinleistung zusammen 256,5 kVA) zur Verfügung. Das Schiff war mit einem Bugstrahlruder ausgestattet.
Die Decksaufbauten befanden sich im hinteren Bereich des Schiffes. Sie bestanden aus dem Wohnraumdeck mit den Kammern für die Besatzungsmitglieder, Kombüse, Messe und Lagerräume und des darüber liegenden Ruderhauses. Der Maschinenraum befand sich unterhalb des Wohnraumdecks im Schiffsrumpf. Das Schiff war für die Unterquerung von Brücken über Flüssen oder Kanälen relativ flach gebaut. Die Masten waren klappbar. Vor den Decksaufbauten befand sich der 51,30 Meter lange und 10,15 Meter breite Laderaum. Der Laderaum wurde mit aus acht Segmenten bestehenden, hydraulisch betriebenen Faltlukendeckeln verschlossen.
Das Schiff war für den Containertransport vorbereitet. Die Containerkapazität betrug 102 TEU. 62 TEU konnten im Raum, 40 an Deck geladen werden.